# 约翰·约翰逊
约翰·霍华德·格蒂·约翰逊（英語：John Howard Getty Johnson，1947年10月18日—2016年1月7日），美国NBA联盟前职业篮球运动员。他在1970年的NBA选秀中第1轮第7顺位被克里夫兰骑士选中。